# Loughgall FC
Loughgall Football Club är ett nordirländskt fotbollslag och spelar i NIFL Premiership. Fotbollsklubb grundades 1967. 

## Meriter
- NIFL Championship[1]
  - Vinnare (1): 2022/23
- Irish Cup[2]
  - Vinnare (0):
- Irish League Cup[3]
  - Vinnare (0):

## Trikåer
Hemmakit
| Hemmaställ | Bortaställ | Hemmaställ | Bortaställ |

## Placering tidigare säsonger
| Säsong  | Nivå | Liga              | Placering | Referens | Notering                         |
| ------- | ---- | ----------------- | --------- | -------- | -------------------------------- |
| 2015/16 | 2    | NIFL Championship | 9         | [ 4 ]    |                                  |
| 2016/17 | 2    | NIFL Championship | 6         | [ 5 ]    |                                  |
| 2017/18 | 2    | NIFL Championship | 6         | [ 6 ]    |                                  |
| 2018/19 | 2    | NIFL Championship | 7         | [ 7 ]    |                                  |
| 2019/20 | 2    | NIFL Championship | 3         | [ 8 ]    | (pandemin)                       |
| 2020/21 | 2    | NIFL Championship | x         | [ 9 ]    | (pandemin)                       |
| 2021/22 | 2    | NIFL Championship | 3         | [ 10 ]   |                                  |
| 2022/23 | 2    | NIFL Championship | 1         | [ 11 ]   | Uppflyttad till NIFL Premiership |
| 2023/24 | 1    | NIFL Premiership  | 9         | [ 12 ]   |                                  |
| 2024/25 | 1    | NIFL Premiership  | 12        | [ 13 ]   |                                  |

## Nuvarande spelartrupp
- Senast uppdaterad 31 augusti 2022